# Balsai Tisza-híd
A Balsai Tisza-híd egy vasúti-közúti híd volt, amely a Nyírvidéki és a Bodrogközi keskeny nyomközű vasutakat kötötte össze, hazánk egyetlen kisvasúti Tisza-hídjaként, Balsa és Kenézlő község között (bár valójában teljes terjedelmében balsai területen húzódva). Az átkelőhely a második világháború idején megsemmisült, a háború óta nem épült újjá.

## Története
Kelet-Magyarország Tisza által átszelt régiójában a 20. század elején két jelentős kisvasúti hálózat jött létre. A Tiszától délre a Nyírvidéki Kisvasút, attól északra a Bodrogközi Gazdasági Vasút épített ki jelentős hálózatot. Az 1920-as években a kisvasutak meghatározó szerepet játszottak a környék gazdasági életében, ezért észszerűnek tűnt a két kisvasút összekötése. A bodrogközi kisvasút jó kapcsolatokat ápolt az állammal, így a két hálózat közötti összeköttetést jelentő híd állami pénzből valósulhatott meg.
Az új híd helyét Balsától északkeletre jelölték ki egy olyan helyen, ahol a Tisza szélessége kicsi, és a folyó mindkét partja Balsa közigazgatási határai között helyezkedik el. A mederhíd két szegecselt acélszerkezetű alsópályás rácsos ívhídból állt, amelyek a parti hídfőkön, illetve a meder közepén elhelyezkedő pilléren nyugodtak. A híd elemeit a parton nagyobb darabokká állították össze, amelyeket egy hajódaru emelt a helyükre. A hidat kisvasúti és közúti forgalom számára alakították ki, átadására 1930. október 24-én került sor. A híd a gazdasági világválság közepén nyílt meg, az új kapcsolat hamarosan a rossz körülmények ellenére is felpezsdítette a környék gazdaságát. A teherforgalom növekedésnek indult, új közvetlen vasúti kapcsolatok jöttek létre Nyíregyháza és Sátoraljaújhely között.
A híd azonban csak 14 évig állt. 1944 októberének utolsó napjaiban a hátráló német csapatok felrobbantották az átkelőhelyet. A híd pusztulása végzetes volt a kisvasúti hálózatra és a Bodrogköz gazdasági helyzetére, népességére nézve. A megsemmisült átkelőt hiába próbálták meg kompokkal kiváltani, ezután a vasúti forgalom mindkét hálózaton hanyatlásnak indult. 1965-ben a kormányzat elvi engedélyt adott az átkelőhely újbóli felépítésére, erre azonban azóta sem került sor. Az északi parton működő Hegyközi Kisvasút 1980-as bezárása óta az átkelő helyreállítása végképp lekerült a napirendről. 2009-ben a Nyírvidéki Kisvasúton is leállt a forgalom. 1990 óta a híd újbóli felépítése politikai és területfejlesztési fórumokon többször is felvetődött, ám konkrét lépésekre nem került sor.
2020 augusztusában Kenézlő polgármestere aláírásgyűjtést indított a híd újjáépítésének támogatására.

## Megközelítése
A jobb parti (Kenézlő felőli) hídfő térsége Sárospatak irányából a 3803-as, Visstől pedig a 3802-es (majd Kenézlő keleti határszélétől a 3803-as) úton érhető el. A bal parti (Balsa központja felőli) hídfő maradványait a 3821-es útról, a falu lakott területének keleti széle közelében (de már gávavencsellői területen) észak felé letérve, egy számozatlan önkormányzati úton lehet megközelíteni.

## Külső hivatkozások
- Kisvasút.hu – A kisvasut.hu fényképei a híd építéséről
- Így épült a balsai Tisza-híd Archiválva 2020. április 4-i dátummal a Wayback Machine-ben – Így épült a balsai Tisza-híd/SZON 2020. 04. 02. 10:47